# Hrozná
Hrozná je přírodní památka východně od obce Opatovice nad Labem v okrese Pardubice. Oblast spravuje Agentura ochrany přírody a krajiny ČR. Území je typickou ukázkou vývoje polabské krajiny od říčního koryta k lužnímu lesu. Důvodem ochrany je mrtvé rameno Labe s břehovými porosty, významnými rostlinnými společenstvy a živočichy.

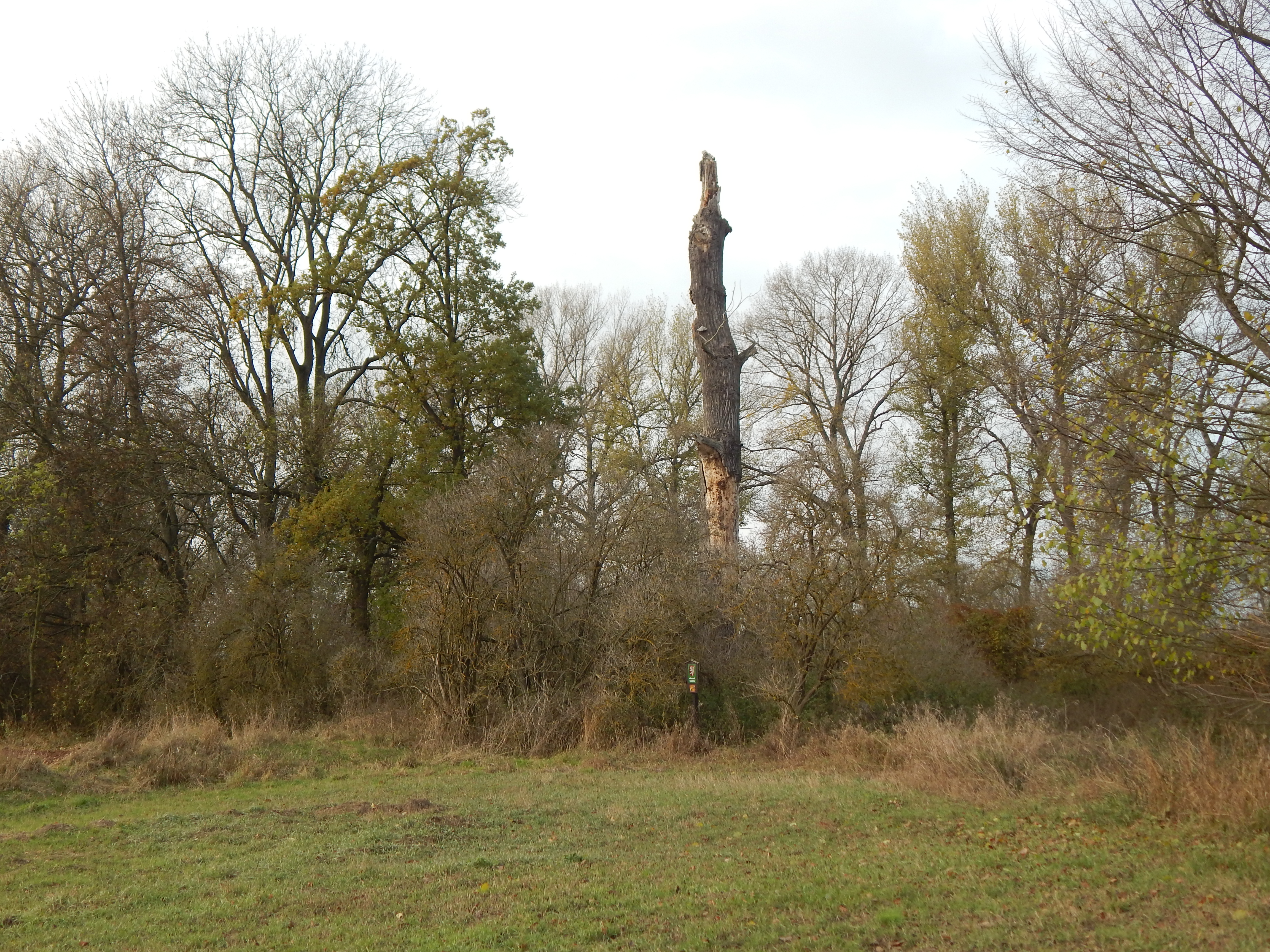
Břeh Přírodní památky Hrozná
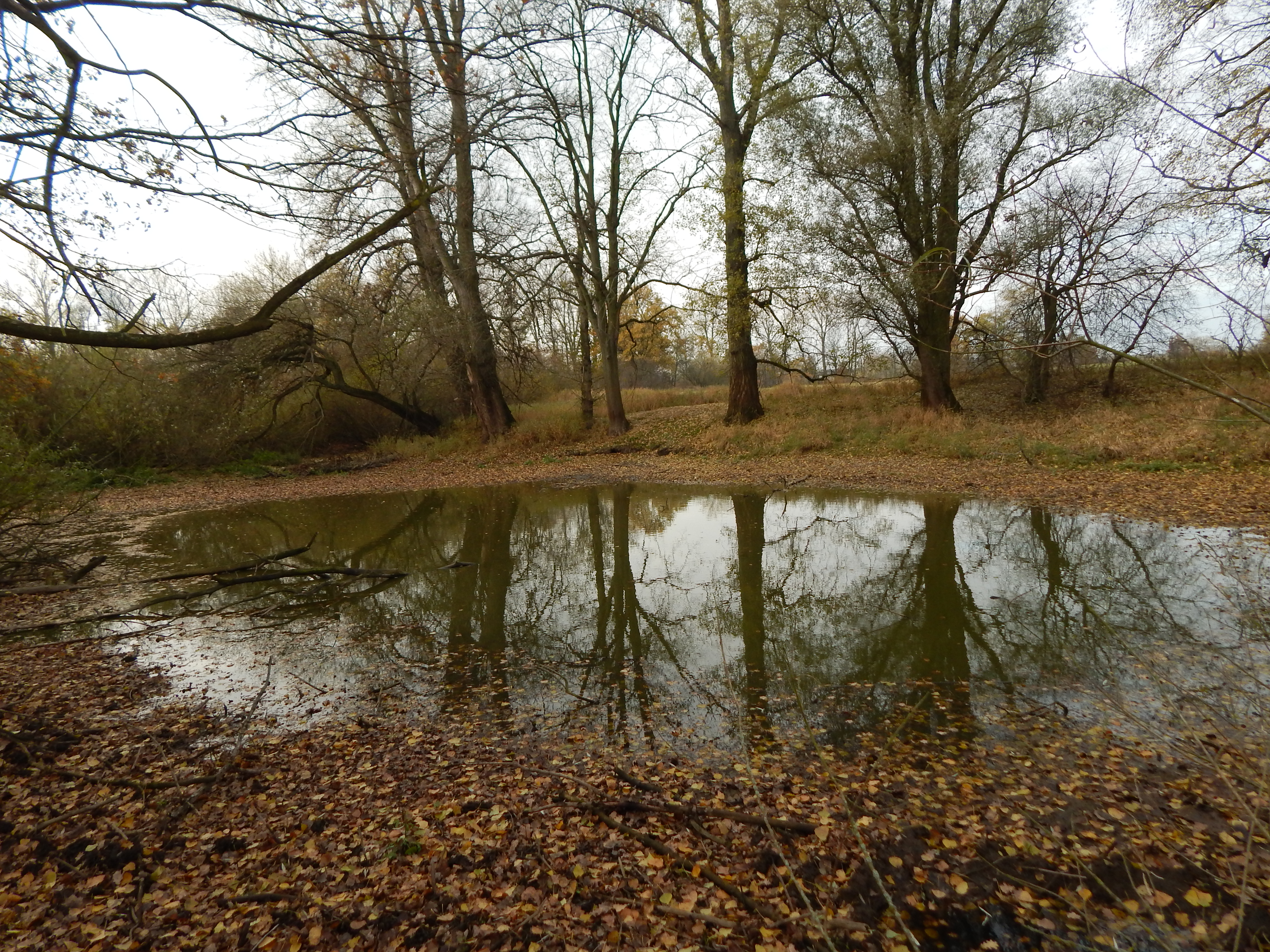
Zbytky vody v rameni
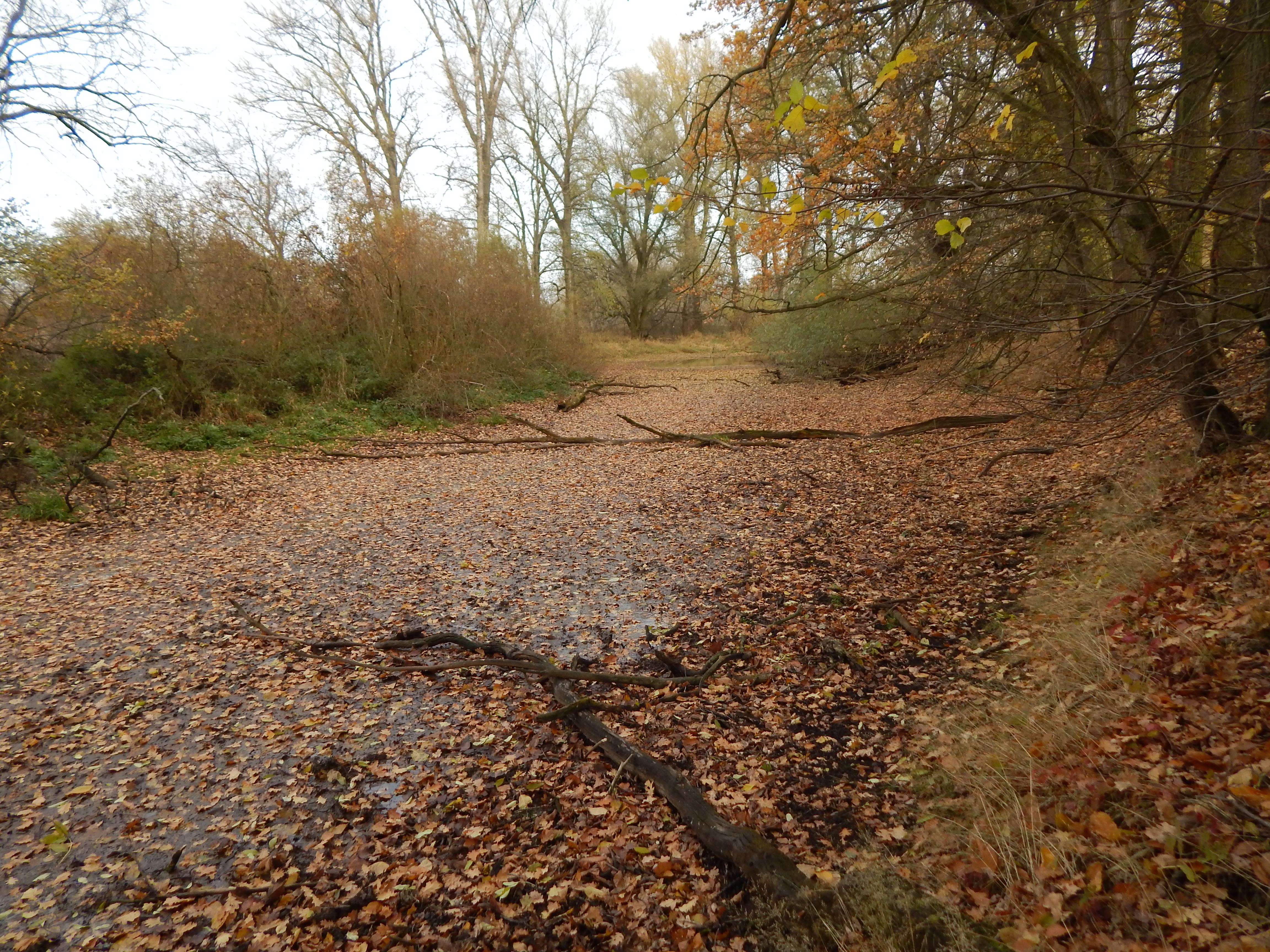
Zanešené rameno PP Hrozná